# Cardiopteris quinqueloba
Cardiopteris quinqueloba là một loài thực vật có hoa trong họ Cardiopteridaceae. Loài này được (Hassk.) Hassk. mô tả khoa học đầu tiên năm 1855.